# Frederika Cull
Frederika Alexis Cull (Jakarta, Indonesië, 5 oktober 1999) is een Indonesisch-Australische Rugby Union-sportvrouw, actrice, zangeres en tv-model. In 2019 vertegenwoordigde Cull Indonesië bij de Miss Universe-verkiezing.

## Biografie
Frederika Alexis Cull werd geboren op 5 oktober, 1999 in de Indonesië stad Jakarta. Cull verhuisde naar Australië en verhuisde daarna weer naar Indonesië om te studeren. Ze woonde in haar jeugd echter ook enige jaren in Nieuw-Zeeland. Cull studeerde Bedrijfskunde aan het Center for Australian Independent School Indonesia in Jakarta.
Na haar emigratie naar Indonesië op achtjarige leeftijd werkte ze als kindacteur voor agentschap Dandi Kakkoi entertainment van Trans7. Ze speelde onder meer in de televisieserie Buku Dongiang, ASAP: As Soon As Promnite, Ku Cinta Dia en de serie Aku dan Kamu. Verder speelde ze in de film Buku Harian Dara (2013).
In maart 2019 deed Cull voor de derde maal mee aan de verkiezingen voor Miss Indonesië. Ze won de verkiezingen en werd daardoor de Indonesische kandidaat voor de Miss Universe-verkiezingen van 2019.